# Конан, Карл
Карл Конан (фр. Karl Konan; род. 3 июня 1995, Кокоди) — французский гандболист, выступает за гандбольный клуб «Пари Сен-Жермен» и сборную Франции по гандболу. Бронзовый призёр чемпионата мира 2025 года. Чемпион Европы 2024 года. Участник летних Олимпийских игр 2024 года.

## Карьера

### Клубная
Карл Конан стал заниматься гандболом в Кот-д’Ивуаре. В 2014 году на обзорном турнире в Абиджане, организованном бывшим вратарем сборной Кот-д’Ивуара Даудой Карабуэ, был замечен скаутами и сразу же подписал контракт с французским клубом первого дивизиона «Pays d’Aix UC». Год спустя левый защитник подписал свой первый профессиональный контракт с «Pays d’Aix Université Club». Был признан лучшим защитником Звёздной лиги в сезонах 2018/19, 2020/21 и 2021/22 годов.
Летом 2022 года Конан подписал контракт с французским клубом «Монпелье». Летом 2025 года перейдёт в «Пари Сен-Жермен».

### Международная карьера в сборной
В старшей сборной Франции Конан дебютировал в матче против Греции 2 мая 2021 года, которую французы выиграли со счётом 46:30. Вместе с Францией участвовал в чемпионате Европы 2022 года, заняв четвертое место. На чемпионате Европы 2024 года выиграл золотую медаль, участвовал во всех девяти матчах и забил один гол.
В августе 2024 года принимал участие в летних Олимпийских играх. Сборная Франции уступила в четвертьфинале сборной Германии в дополнительное время и покинула турнир.
Принимал участие в играх чемпионата мира 2025 года, стал обладателем бронзовой медали. 